# Happy Jack (Luisiana)

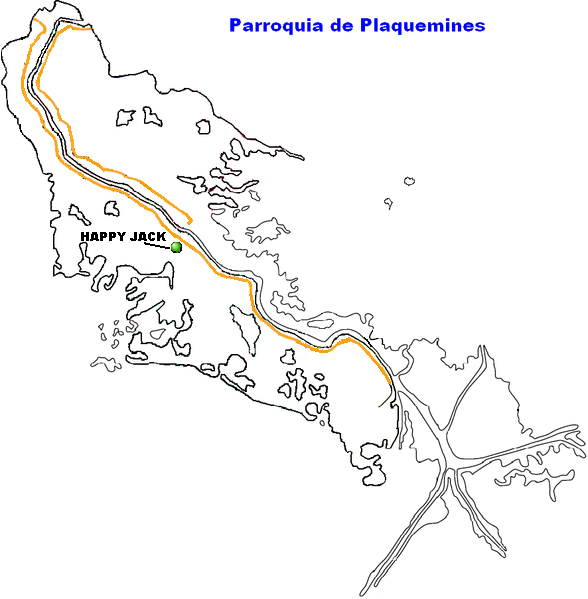
Localización de Happy Jack en el mapa de la Parroquia de Plaquemines.

Happy Jack es una pequeña localidad ubicada sobre el delta del río Misisipi, dentro de la parroquia de Plaquemines, en el estado de Luisiana, Estados Unidos.

## Geografía
La localidad de Happy Jack se localiza en 29°30′46″N 89°44′30″O / 29.51278, -89.74167. Esta comunidad posee sólo un metro de elevación sobre el nivel del mar, convirtiéndola una zona proclive a las inundaciones. Su población se compone de menos de doscientos habitantes. Esta comunidad se localiza a cincuenta y nueve kilómetros de Nueva Orleans la principal ciudad de todo el estado, y a 544 kilómetros del aeropuerto internacional más cercano, el (IAH) Houston George Bush Intercontinental Airport.

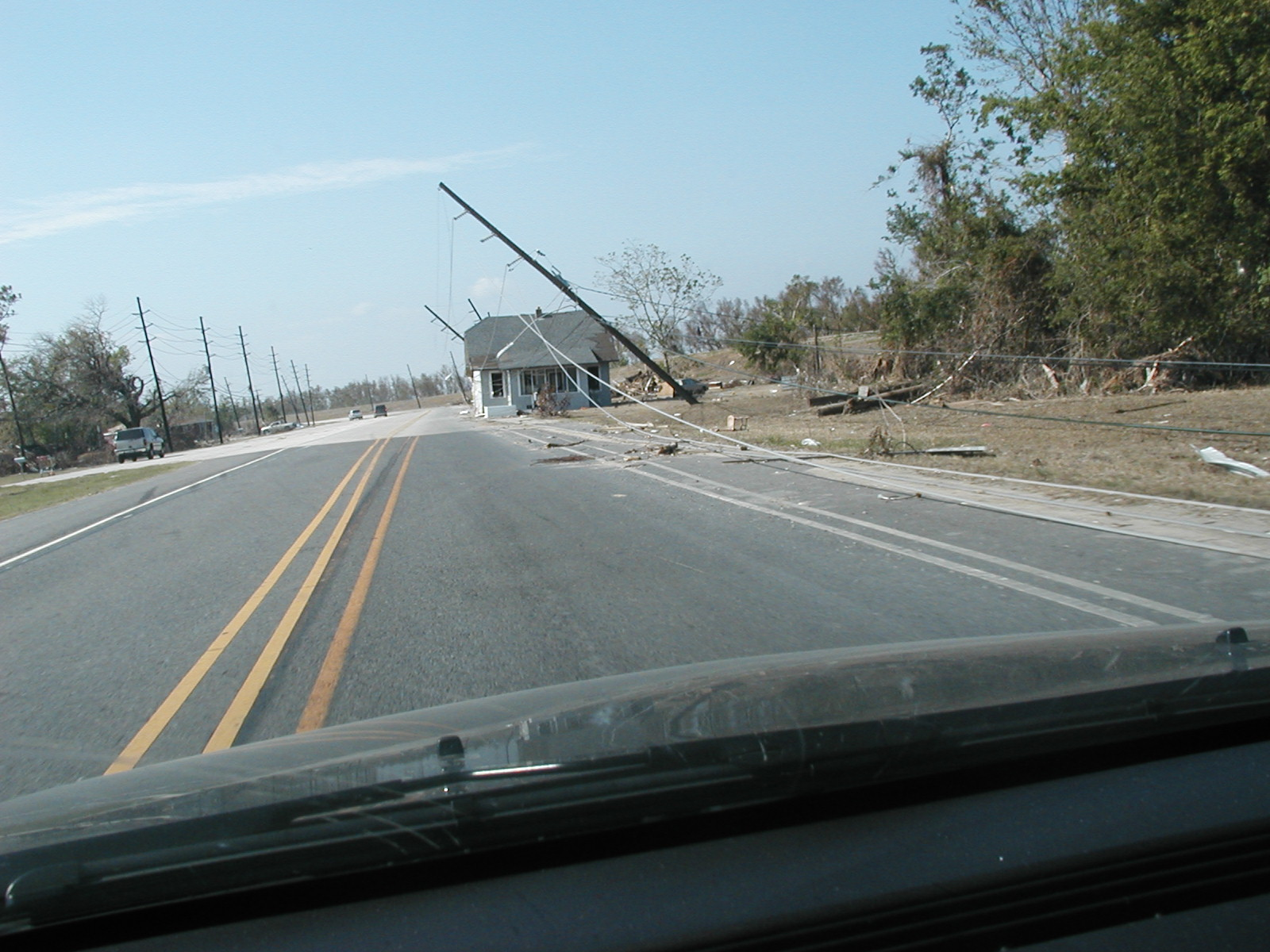
Happy Jack, tras el paso del Huracán Katrina en 2005.